# Daniela Borges
Daniela Borges é uma modelo brasileira natural de Curitiba. Descoberta pelo produtor de moda curitibano Marko Ganzaro, num clube da capital paranaense. Alguns meses depois estava nas passarelas desfilando em Nova York, nessa mesma temporada desfilou com exclusividade em Londres para a linha jovem de Marc Jacobs Marc by Marc e também foi exclusiva da Chloé em Paris, nesse mesmo período fotografou duas vezes com Arthur Elgort para a Teen Vogue Americana e para a Vogue Russa. Na sua segunda temporada em Nova York entrou para a lista das top 10 new faces do site Models.com e desfilou para grandes marcas como Marc Jacobs collection, DKNY, Narciso Rodriguez, Vera Wang,e Marchesa, em Milão desfilou para a Gucci.Em agosto de 2007 ela foi apontada como uma grande promessa na revista Top View pelo fotógrafo Paulo Cibin, um ano depois estrelou ao lado de outras quatro modelos brasileiras a capa da edição brasileira da Vogue como uma das próximas tops do Brasil. Daniela possui apenas uma agência no Brasil, a Nass Models de Curitiba e é acompanhada em todos os lugares pelos seus agentes Emmanuel Nass e Paulo Campos.